# Western Bulldogs
I Western Bulldogs, già noti come Footscray Football Club o The Bulldogs sono un club di Football australiano con sede a Melbourne, Australia, i cui sostenitori incarnano l'anima operaia e lavoratrice della città. Fin dall'inizio questo club ha avuto scarsi successi, sia sul campo di gioco sia in termini di risultati economici.
Ha vinto due grandi finali giocando nella lega VFL/AFL, nel 1954 e nel 2016. Sotto la guida di Rodney Eade i Western Bulldogs si sono imposti come una delle squadre migliori della competizione.
Il club sta attirando sempre più sostenitori e simpatizzandi dopo aver abbandonato la fama di 'cattivi' avuta in passato, soprattutto tra i nuovi arrivati nella zona ovest di Melbourne.

## La storia del club
Footscray si è unito alla Victorian Football League (VFL), la lega dalla quale si formò la AFL, relativamente tardi. Si aggregò infatti nel 1925 con il nome di "Footscray Football Club", nello stesso anno si unirono alla lega anche l'Hawthorn e il North Melbourne, tutti e tre i club provenivano dalla Victorian Football Association (VFA). 	
Footscray si unì alla VFA nel 1886, in seguito alla "fuga" del 1896, quando i migliori club della VFA formarono la Victorian Football League (VFL), i tricolori (come erano soprannominati all'epoca) divennero la forza predominante della VFA. Il club vinse 9 campionati tra il 1898 e il 1924. Compresa la tripletta dal 1898 al 1900 e 4 campionati tra il 1919 e il 1924. La stagione del 1924 fu l'ultima del Footscray nella VFA. Il club giocò contro i vincitori del campionato VFL, gli Essendon, in una finale per il titolo di campioni del Victoria. In una partita preceduta da accuse di corruzione e segnata dalla più accesa competizione, Footscray vinse agevolmente e venne invitato a partecipare alla VFL l'anno successivo. 	
I Western Bulldogs/Footscray hanno vinto il loro primo campionato VFL/AFL, nel 1954. Questo successo fu in gran parte merito di due eccezionali giocatori: l'allora capitano/allenatore Charlie Sutton, e Ted Whitten, altresì conosciuto come 'Mr Football', uno dei migliori giocatori di tutti i tempi. 	
A Charlie Sutton è attribuita l'invenzione del metodo di gioco modernodel football - corsa, passaggio di mano, corsa, calcio. 	
Il club ha avuto giocatori di qualità e carattere come Charlie e Ted, ed in seguito Gary Dempsey, l'eroico ruckman che fu gravemente ustionato durante un incendio (bushfire) nel 1967 ma riuscì ad aggiudicarsi il premio come miglior giocatore della lega, la Brownlow Medal nel 1975. O Doug Hawkins, il ruvido giocatore al quale è dedicata una tribuna dello stadio Western Oval - the Doug Hawkins Wing. Va anche ricordato Simon 'the Pieman' Beasley, un cecchino infallibile ed agente di borsa che ruppe l'immagine prettamente operaia del club. 	 	

### Gli anni '90
Sotto la guida del presidente David Smorgon, l'allenatore Terry Wallace, e la guida in campo del capitano Chris Grant (che ha mancato di un soffio la Brownlow Medal nel 1996 e '97) e di Tony Liberatore, il club ha avuto un periodo di relativo successo nella seconda metà degli anni '90, raggiungendo le finali dal 1997 al 2000. Ma senza mai giungere alla finalissima. 	
Durante la presidenza Smorgon, il club è stato rinominato Western Bulldogs ed è, non senza polemiche, passato a giocare i propri incontri casalinghi dal tradizionale Whitten Oval al moderno Docklands Stadium.
Dopo la morte della leggenda E.J Whitten, una statua in suo onore è stata eretta all'ingresso del Whitten Oval. 	

### Gli anni 2000
Dopo la partenza di Terry Wallace nel 2002, i Bulldogs sono stati guidati senza molto successo da Peter Rohde. Nel 2005 il vulcanico allenatore Rodney Eade (detto "Rocket" per le sue note esplosioni d'ira) è stato chiamato a guidare la squadra ed ha dato alla squadra un'invidiabile identità di gioco e la combattività giusta per superare avversari ben più quotati. Eade ha immediatamente portato i Bulldogs ad un soffio dalle finali (nono posto) e ha centrato l'obiettivo delle finali l'anno seguente, dove i Bulldogs hanno affrontato Collingwood nella prima finale eliminatoria. Nonostante fossero ampiamente sfavoriti, i Bulldogs hanno dominato il gioco e sconfitto nettamente i Magpies.
Nella partita successiva i Bulldogs non sono riusciti nell'ardua impresa di ripetersi hanno subito una pesante lezione dai West Coast Eagles a Perth.
Il 5 agosto 2006, Chris Grant ha superato il record dei Western Bulldogs per il maggior numero di presenze, detenuto da Doug Hawkins con 329 partite, disputando la sua 330-sima gara.
Nel 2007 i Western Bulldogs misero sotto contratto il controverso ormai ex-giocatore dei Brisbane Lions Jason Akermanis. Nonostante l'ottimo inizio, numerosi infortuni privarono i Bulldogs di giocatori chiave nella seconda parte della stagione e non riuscirono ad arrivare alle finali (13-esimo posto).
La stagione 2008 iniziò tra lo scetticismo dei critici, che prevedevano per i Bulldogs poche chance di successo. Al contrario, la squadra giocò un campionato ottimo, arrivando senza problemi alle finali, dopo essere arrivata terza.
La prima partita delle finali vide la sconfitta contro Hawthorn, ma i Bulldogs seppero riscattarsi battendo Sydney e aggiudicandosi il diritto di giocare la Preliminary Final (equivalente ad una semifinale) contro i campioni in carica di Geelong, i quali si imposero non senza fatica.
Il campionato 2009 vide i Bulldogs ripetere il risultato del 2008. Nonostante alcune ottime vittorie, soprattutto nelle ultime giornate della stagione, i Bulldogs fallirono nuovamente nelle finali, perdendo prima contro Geelong, aggiudicandosi poi il match contro Brisbane e perdendo una combattutissima semifinale contro St. Kilda.
La stagione 2010 iniziò con il successo nella competizione pre-campionato (chiamata NAB Cup per motivi commerciali) dove i Bulldogs vendicarono la sconfitta dell'anno precedente battendo sonoramente St Kilda in finale, soprattutto grazie al nuovo acquisto, un altro controverso giocatore finito fuori squadra l'anno precedente, Barry Hall.
I Bulldogs arrivarono alle finali giungendo al quarto posto, dopo una stagione brillante, nonostante i dissidi interni che portarono Jason Akermanis ad essere messo fuori squadra.
Durante le finali i Bulldogs vennero prima battuti sonoramente da Collingwood, batterono Sydney e poi persero un'altra combattutissima semifinale ancora contro St Kilda. Tale partita fu l'ultima per il capitano Brad Johnson, nel frattempo diventato il nuovo recordman per presenze (364).

### Gli anni 2010
La stagione 2011 iniziò sotto i migliori auspici per i Western Bulldogs e molti addetti ai lavori prevederono una loro partecipazione in finale se non addirittura una loro vittoria del campionato.
Ma qualcosa si inceppò nel meccanismo di gioco dei Bulldogs e non arrivarono i successi sperati, tanto da portare la dirigenza a scegliere di non rinnovare il contratto in scadenza a Rodney Eade, il quale lasciò la squadra prima della fine di un campionato senza ormai più nulla da dire.
Per la stagione 2012 i Bulldogs hanno messo sotto contratto l'allenatore esordiente Brendan McCartney.
Nella stagione 2015 la squadra vienne affidata a Luke Beveridge, ex assistant coach difensivo di Clarkson ad Hawthorn. La prima annata è già subito un successo con i Bulldogs che ottengono il 6º posto in nella Home & Away Season, ottenendo il diritto di partecipare alle Finals. L'avventura nella post-season finisce subito con gli Adelaide Crows che gli eliminano subito nell'Elimination Final.
Nella stagione 2016, I Bulldogs confermano le buone cose viste nell'anno prima e nonostante continui problemi d'infortuni la squadra riesce a chiudere la stagione al 7º posto guadagnandosi l'accesso alle Finals. Al primo turno, l'Elimination Final, i Bulldogs compiono l'impresa andando a vincere in casa dei vice-campioni in carica i West Coast Eagles. Nella Semi-Final compiono il capolavoro fermando la corazzata Hawthorn, reduce da 4 Grand Final consecutive e vincitrice degli ultimi 3 titoli. Alla Preliminary Final affronteranno i GWS Giants.

## Trofei Individuali

### Vincitori della Medaglia Brownlow per il miglior giocatore
- Allan Hopkins, 1930 (a pari merito con Stan Judkins e Henry Collier)
- Norman Ware, 1941
- Peter Box, 1956
- John Schultz, 1960
- Gary Dempsey, 1975
- Kelvin Templeton, 1980
- Brad Hardie, 1985
- Tony Liberatore, 1990
- Scott Wynd, 1992
- Adam Cooney, 2008

Non eliggible, per squalifica
- Chris Grant, 1997

### Vincitori del Leigh Matthews Trophy per il miglior giocatore (secondo l'associazione giocatori)
- Luke Darcy (2002, pari merito con Michael Voss)

### Vincitori della Medaglia Coleman per il miglior marcatore
- Jack Collins (1957)
- Kelvin Templeton (1978, 1979)
- Simon Beasley (1985)

## Giocatori citati nella Australian Football Hall of Fame
- Ted Whitten

## La squadra del secolo
| Backs:         | Charlie Sutton | Herb Henderson                | John Schultz                 |
| Half Backs:    | Wally Donald   | Ted Whitten Senior (capitano) | John Jillard                 |
| Centres:       | Harry Hickey   | Allan Hopkins                 | Doug Hawkins (vice-capitano) |
| Half Forwards: | Alby Morrison  | Kelvin Templeton              | Chris Grant                  |
| Forwards:      | Jack Collins   | Simon Beasley                 | George Bisset                |
| Followers:     | Gary Dempsey   | Scott West                    | Brian Royal                  |
| Interchange:   | Jim Gallagher  | Arthur Olliver                | Brad Johnson                 |
|                | Norm Ware      | Tony Liberatore               | Scott Wynd                   |
| Coach:         | Charlie Sutton |                               |                              |